# Tulburare de personalitate dependentă
Tulburarea de personalitate dependentă, cunoscută anterior ca tulburare de personalitate astenică, este o tulburare de personalitate care se caracterizează printr-o dependență psihologică perpetuă față de alți oameni. Persoanele cu tulburare de personalitate dependentă au nevoie ca alții să își asume responsabilitatea în majoritatea domeniilor majore din viața lor. Ele au dificultăți în a face lucrurile pe cont propriu sau în a lua decizii de zi cu zi fără consiliere din partea altora și se tem că exprimarea dezacordului ar putea duce la pierderea sprijinului sau a aprobării.
Tulburarea de personalitate dependentă este inclusă în clusterul C al tulburărilor de personalitate. Aceasta prezintă un risc crescut pentru depresie sau anxietate, abuz de alcool sau droguri, abuz fizic, emoțional sau sexual.

## Cauze
În prezent, cei mai mulți specialiști explică această tulburare folosind un model biopsihosocial de cauzalitate. Astfel, cauzele sunt generate de factori  biologici și genetici (ereditatea), factori sociali (modul în care o persoană interacționează în procesul de dezvoltare cu familia și ceilalți copii) și factori psihologici (personalitatea și temperamentul individului modelate de mediu). Dacă o persoană are această tulburare de personalitate, cercetările sugerează că există un risc crescut pentru ca această tulburare să fie „transmisă” copiilor. De asemenea, prezența unei tulburări anxioase de separare la vârsta copilăriei sau o boală somatică îndelungată pot fi factori favorizanți sau declanșatori ai acestei tulburări.
Personalitatea dependentă este mai des întâlnită la femei, însă forma clinică a tulburării are o repartizare egală pe sexe. Această tulburare debutează la vârsta adultă tânără, nefiind sinonimă cu dependența întâlnită la mulți copii, mai ales de vârste mici.

## Legături externe
- en J. Christopher Perry, M.P.H., M.D., 2005 (Dependent Personality Disorder)
- en Diagnostic Features, Complications, Prevalence, Associated Laboratory Findings Arhivat în 13 iulie 2014, la Wayback Machine.
- en MedlinePlus Medical Encyclopedia: Dependent personality disorder